# آنا بولونا
أنا بولونا Anna Paulowna  هي بلدة وبلدية سابقة في هولندا، مقاطعة شمال-هولندا. البلدية السابقة تستمد اسمها من أرض آنا بولونا، التي وضعت تم تجفيفها في عام 1846 في عهد الملك فيلم الثاني، وهذا بدوره سماها باسم زوجته الملكة آنا بولونا من روسيا. منذ عام 2012، أصبحت آنا بولونا جزء من بلدية جديدة ل هولاندز كرون.

## أعلام
- آرد شينك